# Lottie Pickford
Lottie Pickford (nacida Charlotte Smith; 9 de junio de 1893 – 9 de diciembre de 1936) fue una actriz canadiense de cine mudo. Era hermana de la legendaria actriz Mary Pickford y del actor Jack Pickford. Uno de sus mejores papeles fue en la película El diamante del cielo, dirigida por William Desmond Taylor en 1915. Aun así, su carrera estuvo eclipsada por la de su famosa hermana.

## Primeros años
Nacida un año y dos meses después de su hermana Gladys Smith y dos años antes que su hermano John Charles Smith, con el nombre de Charlotte Smith, era hija de John Charles Smith y Charlotte Hennessy. Nacida . Se convirtió en la favorita de su padre, provocando muchos celos a su hermana. Su padre, cariñosamente, la apodó 'Chuckie'.
Como su padre murió joven, Gladys apechugó con las responsabilidades. Lottie y Jack se unieron mucho, pues veían a su hermana mayor muy estricta. Lottie idolatraba a su hermano Jack y fueron amigos de por vida. A pesar de su relación tensa con Mary, esta era una fiera en lo concerniente a defender a su hermana y en una ocasión llegó a saltar sobre D. W. Griffith para defenderla.
En necesidad de ingresos extra para la familia, Gladys y Lottie comenzaron a actuar en el teatro y aparecieron en El Rey de Plata. La familia se mudó a Nueva York, donde actuaron en varias producciones cinematográficas, a veces juntos.
Gladys fue la que se convirtió en una estrella y sus hermanos la acompañaban como estipulación contractual. Después Gladys tomó el nombre de Mary Pickford. Lottie y Jack también utilizaron el apellido Pickford en sus carreras. Mary utilizaba su influencia para conseguirles trabajo.

## Carrera en el cine

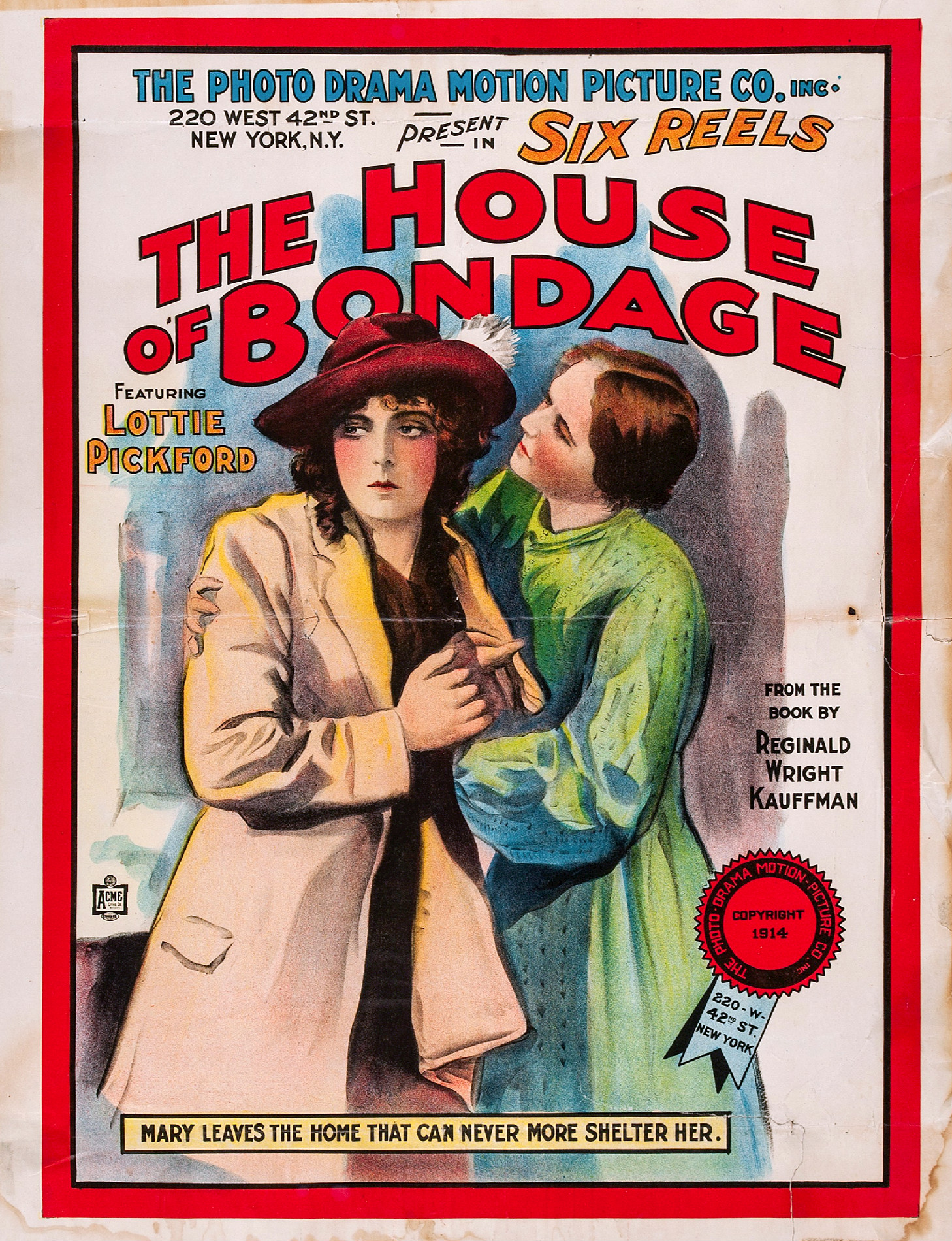
Cartel de la película The House of Bondage, de 1914.

Entre 1909 y 1910, Mary hizo ochenta cortometrajes, Jack hizo veintiocho y Lottie veinticinco. De los tres Pickford, se consideraba a Lottie la menos talentosa. La actriz Linda Arvidson dijo que Mary había decidido que su hermana no era lo bastante guapa. Cuándo la 'Biograph Company' se trasladó a California, Lottie Pickford se quedó con su madre, pero finalmente se mudó con sus hermanos también a California.
Fuera de la sombra de su hermana mayor, su primer papel protagonista fue en The House of Bondage (1914), una película subida de tono en la que interpretaba a una prostituta. Esto contrastó con el papel de ingenua de su hermana en America's Sweetheart. La película no recibió buenas críticas, siendo considerada demasiado cruda. En 1915, Pickford apareció en Fanchon, the Cricket, la única película donde actúan los tres hermanos Pickford.
Pickford protagonizó El Diamante del cielo, una película serial, también en 1915, pero solo cuando su hermana rechazó participar. La revista Photoplay dijo que hacía un digno papel. Pero el serial se frustró cuándo Lottie quedó embarazada. Este incidente la puso en la Lista negra de Hollywood por un breve periodo. Pickford actuó solo en cinco papeles entre 1915 y 1918, cuando se tomó un largo descanso y se divorció de su primer marido. Volvió a la actuación en 1921 junto a Allan Forrest, su futuro segundo marido. Pickford se tomó otro descanso y regresó en 1924 con la película Dorothy Vernon of Haddon Hall. Su último papel fue junto a su cuñado Douglas Fairbanks en Don Q Hijo del Zorro, en 1925.

## Vida personal
Pickford era una persona extremadamente sociable y amante de la fiesta. Ella y su hermano Jack lucharon contra el alcoholismo toda su vida. Sus fiestas privadas eran legendarias y duraban toda la noche hasta el amanecer; las drogas y el alcohol eran constantes. Lottie y sus amigas solían ir desnudas por las habitaciones, y su sirvienta recuerda que cuando oían llegar a su hermana mayor se vestían a toda prisa.
A pesar de su reputación como chica fiestera, Pickford fue considerada como una mujer amable, dulce y para nada pretenciosa.

## Muerte
En diciembre de 1936, Pickford sufrió un ataque al corazón a la temprana edad de 43 años. Se relacionó su mala salud con el abuso del alcohol. Murió tres días más tarde en su casa en Beverly Hills. Su funeral se ofició en Glendale, California. Está enterrada en el Forest Lawn Cemetery.

## Filmografía
| Año  | Título                        | Papel                                    | Notas                                   |
| ---- | ----------------------------- | ---------------------------------------- | --------------------------------------- |
| 1909 | Two Memories                  |                                          | Cortometraje                            |
| 1909 | The Faded Lilies              |                                          | Cortometraje                            |
| 1909 | The Necklace                  |                                          | Cortometraje                            |
| 1909 | The Cardinal's Conspiracy     | Sirvienta de la princesa (sin confirmar) | Cortometraje                            |
| 1909 | Tender Hearts                 | Amiga de Nellie                          | Cortometraje                            |
| 1909 | The Slave                     | Una bailarina                            | Cortometraje                            |
| 1909 | A Strange Meeting             | extra en la fiesta                       | Cortometraje                            |
| 1909 | The Better Way                | Puritana                                 | Cortometraje                            |
| 1909 | The Indian Runner's Romance   | India (sin confirmar)                    | Cortometraje                            |
| 1909 | The Little Darling            |                                          | Cortometraje                            |
| 1909 | The Hessian Renegades         |                                          | Cortometraje                            |
| 1909 | Getting Even                  |                                          | Cortometraje                            |
| 1909 | The Broken Locket             |                                          | Cortometraje                            |
| 1909 | His Lost Love                 |                                          | Cortometraje                            |
| 1909 | What's Your Hurry?            |                                          | Cortometraje                            |
| 1909 | The Light That Came           |                                          | Cortometraje                            |
| 1909 | In the Window Recess          |                                          | Cortometraje                            |
| 1909 | Through the Breakers          | Extra en el baile                        | Cortometraje                            |
| 1909 | The Red Man's View            | Minnewanna                               | Cortometraje                            |
| 1909 | The Test                      | Una doncella (sin confirmar)             | Cortometraje                            |
| 1909 | To Save Her Soul              |                                          | Cortometraje                            |
| 1910 | The Woman from Mellon's       | Chica joven (sin confirmar)              | Cortometraje                            |
| 1910 | The Newlyweds                 |                                          | Cortometraje                            |
| 1910 | The Smoker                    |                                          | Cortometraje                            |
| 1910 | The Tenderfoot's Triumph      |                                          | Cortometraje                            |
| 1910 | A Knot in the Plot            |                                          | Cortometraje                            |
| 1910 | A Victim of Jealousy          |                                          | Cortometraje                            |
| 1910 | Serious Sixteen               |                                          | Cortometraje                            |
| 1910 | The Call to Arms              |                                          | Cortometraje                            |
| 1910 | Unexpected Help               |                                          | Cortometraje                            |
| 1910 | The Affair of an Egg          |                                          | Cortometraje                            |
| 1910 | A Summer Idyll                |                                          | Cortometraje                            |
| 1910 | The Oath and the Man          |                                          | Cortometraje                            |
| 1910 | Examination Day at School     |                                          | Cortometraje                            |
| 1910 | A Gold Necklace               | Nellie                                   | Cortometraje                            |
| 1910 | The Broken Doll               | Mujer de ciudad                          | Cortometraje                            |
| 1910 | Two Little Waifs              |                                          | Cortometraje                            |
| 1910 | Simple Charity                | Extra en el vestíbulo                    | Cortometraje                            |
| 1910 | A Plain Song                  | Dependienta                              | Cortometraje                            |
| 1910 | A Child's Stratagem           |                                          | Cortometraje                            |
| 1910 | Happy Jack, a Hero            | La heroína                               | Cortometraje                            |
| 1910 | The Golden Supper             | Joven florista                           | Cortometraje                            |
| 1910 | His Sister-In-Law             | Eva                                      | Cortometraje                            |
| 1910 | White Roses                   | Extra en la fiesta                       | Cortometraje                            |
| 1911 | The Two Paths                 | Extra en la fiesta                       | Cortometraje                            |
| 1911 | The Italian Barber            | Extra en el baile                        | Cortometraje                            |
| 1911 | The Midnight Marauder         | Mrs. Henry Blowhard                      | Cortometraje                            |
| 1911 | Help Wanted                   | Extra en el corredor                     | Cortometraje                            |
| 1911 | His Trust                     | Mujer en la despedida                    | Cortometraje                            |
| 1911 | The Dream                     |                                          | Cortometraje Sin acreditar              |
| 1911 | Fate's Turning                |                                          | Cortometraje                            |
| 1911 | A Wreath of Orange Blossoms   |                                          | Cortometraje                            |
| 1911 | Three Sisters                 | Extra en la academia de baile            | Cortometraje                            |
| 1911 | Sweet Memories                | Lettie Terrell joven                     | Cortometraje                            |
| 1911 | The Lighthouse Keeper         | Invitada en la boda                      | Cortometraje Sin acreditar              |
| 1911 | The Toss of a Coin            |                                          | Cortometraje                            |
| 1911 | Who's Who                     | Georgia                                  | Cortometraje                            |
| 1911 | The Courting of Mary          |                                          | Cortometraje                            |
| 1911 | Love at Gloucester Port       | Alice Newall                             | Cortometraje                            |
| 1911 | Little Red Riding Hood        |                                          | Cortometraje                            |
| 1912 | Love Finds the Way            | Margaret Durand, enamorada de Jack       | Cortometraje                            |
| 1912 | The Belle of New Orleans      |                                          | Cortometraje                            |
| 1912 | A Mardi Gras Mix-Up           | Esposa de Paul                           | Cortometraje                            |
| 1912 | The Pilgrimage                | Gretchen                                 | Cortometraje                            |
| 1912 | A Beast at Bay                |                                          | Cortometraje                            |
| 1912 | Into the Jungle               | Mary                                     | Cortometraje                            |
| 1912 | The Girl Strikers             |                                          | Cortometraje                            |
| 1912 | Lena and the Geese            |                                          | Cortometraje                            |
| 1912 | Love's Diary                  | Kate Morgan, la estenógrafa              | Cortometraje                            |
| 1912 | A Child's Remorse             |                                          | Cortometraje                            |
| 1913 | When a Girl Loves             | Betty                                    | Cortometraje                            |
| 1913 | For Old Time's Sake           |                                          | Cortometraje                            |
| 1913 | Granny                        |                                          | Cortometraje                            |
| 1914 | The House of Bondage          | Mary Denbigh                             |                                         |
| 1915 | The Diamond from the Sky      | Esther Stanley, la heroína gitana        | Película perdida                        |
| 1915 | Fanchon, the Cricket          | Madelon                                  |                                         |
| 1915 | Curly                         |                                          | Cortometraje                            |
| 1916 | The Reward of Patience        | Edith Penfield                           |                                         |
| 1917 | On the Level                  | Eleanore Duke                            |                                         |
| 1918 | Mile-a-Minute Kendall         | Rosalynde d'Aubre                        |                                         |
| 1918 | The Man from Funeral Range    | Dixie                                    |                                         |
| 1921 | They Shall Pay                | Margaret Seldon                          |                                         |
| 1924 | Dorothy Vernon of Haddon Hall | Jennie Faxton                            | Acreditada como Lottie Pickford Forrest |
| 1925 | Don Q, Son of Zorro           | Lola                                     | Acreditada como Lottie Pickford Forrest |